# Бэтмен: Год первый (мультфильм)
«Бэтмен: Год первый» (англ. Batman: Year One) — мультипликационный супергеройский фильм, основанный на графическом романе Batman: Year One.
Премьера состоялась на Comic-Con 22 июля 2011 года. 18 октября 2011 был выпущен сразу на видео. Режиссёры — Сэм Лью и Лорен Монтгомери. Является двенадцатым мультфильмом, входящим в состав серии Оригинальные анимационные фильмы вселенной DC. Присвоен рейтинг PG-13. Существуют версии на одном DVD, специальная двухдисковая и Blu-Ray, где также вышел короткометражный «Женщина-кошка».

## Сюжет
Брюс Уэйн возвращается в Готэм после долгого отсутствия с того момента, как его мать и отца убил преступник. Он решает лично противостоять беззаконию. Тем временем, лейтенант Джеймс Гордон переезжает на новую работу, где он столкнулся с процветающей коррупцией среди местной полиции. Служители порядка ведут себя так, что их не отличить от тех, кого они отправляют за решетку, свидетели преступлений отказываются от своих показаний или исчезают бесследно, а группа захвата больше напоминает банду чистильщиков, чем спецподразделение. Бэтмен своими действиями мешает мафиозной верхушке — самым влиятельным людям города, и комиссар дает приказ Гордону поймать Летучую Мышь. Но охота за Тёмным Рыцарем только на руку бандитам, которые используют полицию в своих интересах. Бэтмен старается показать себя с лучшей стороны, и ему это удается, он заслуживает доверие Гордона, благодаря тому, что спасает его новорожденного сына от рук убийц.

## Озвучивание
- Бенджамин Маккензи — Брюс Уэйн / Бэтмен
- Элайза Душку — Селина Кайл / Женщина-кошка
- Брайан Кренстон — лейтенант Джеймс Гордон
- Кэти Сакхофф — детектив Сара Эссен
- Алекс Рокко — Кармайн «Римлянин» Фальконе
- Пэт Масик — Луиза Фальконе
- Джон Полито — комиссар Джиллиан Б. Лоуб
- Джефф Беннетт — Альфред Пенниуорт
- Грей Делайл — Барбара Эйлин-Гордон, Вики Вейл (в титрах не указана)
- Лилиана Муми — Холли Робинсон
- Робин Аткин Даунс — окружной прокурор Харви Дент[4]
- Фред Таташор — детектив Арнольд Фласс, Джонни Витти
- Дэнни Джейкобс — адвокат Фласса
- Стивен Блум — офицер Стэнли «Стэн» Меркель
- Кит Фергюсон — Джефферсон Скиверс
- Стивен Рут — лейтенант Брендан
- Майкл Гоф — водитель